# Sparta Stadion Het Kasteel
Lo Sparta Stadion Het Kasteel è uno stadio olandese in cui gioca il club di calcio dello Sparta Rotterdam. Si trova a Rotterdam, nel quartiere di Spangen.
La prima costruzione dello stadio avvenne nel 1916, progettato dagli architetti JH de Roos e W.F. Overeijnder. Nel corso degli anni, gli stand del "Stadium Spangen" furono ristrutturati, ma il restauro più consistente avvenne nel 1998-99 quando lo stadio fu completamente ricostruito secondo il progetto degli architetti Zwarts & Jansma e prese l'attuale nome di Sparta Stadion Het Kasteel. Rispetto al design originale, solo l'edificio con due torri, il complesso che fin dalla sua costruzione è popolarmente noto come Het Kasteel (Il Castello), venne mantenuto. Oggi il Castello, tuttavia, è situato sul lato lungo del campo mentre in origine si trovava su quello corto, inoltre non è più utilizzato come ingresso principale. Il nuovo stadio venne inaugurato con una festa di fuochi d'artificio e di laser e in seguito con una partita amichevole contro il Glasgow Rangers, conclusasi col risultato di 0-0.
Nel novembre del 2004 il Castello fu acquistato dall'uomo d'affari Hans van Heelsbergen, direttore della filiera tessile Hans Textiles nonché presidente dello Sparta Rotterdam. Van Heelsbergen aprì nell'edificio un museo dedicato allo Sparta. Nello stadio fu aperto inoltre un supermercato e un fast food. Fu anche ristrutturato lo Sparta Point, che era dall'altra parte dello stadio ed è stato aumentato di circa 5 volte rispetto al FANSHOP vecchio. Il FANSHOP ora ha 2 piani e vende una vasta gamma di prodotti dello Sparta.
Il 28 luglio 2008 lo Sparta ha previsto un'ulteriore espansione dello stadio (stimato in 16 milioni di euro) che attualmente non è economicamente possibile e prevede l'aumento della capienza dello stadio fino a 20.000 posti entro 5 o 6 anni.